# L'Avion (compagnie aérienne)
Pour les articles homonymes, voir L'Avion.
L'Avion est la marque commerciale de la société Elysair.  Effectuant son premier vol commercial le 3 janvier 2007, cette compagnie proposait exclusivement des places en classe affaires à prix cassés entre Paris et New York. Le 4 avril 2009, la compagnie, rachetée quelques mois plus tôt par British Airways, a changé de nom pour prendre celui d' OpenSkies.

## Fondation
Fondée par Frantz Yvelin (avec le soutien de Christophe Bejach), la compagnie aérienne est créée à partir d'un nouveau concept de service de vol régulier : elle est la première compagnie européenne spécialisée dans la classe affaires à prix cassés. L'équipe dirigeante était constituée de Marc Rochet (ancien dirigeant d'Air Liberté) et du fondateur Frantz Yvelin.

## Flotte
Elle disposait de deux appareils, de type Boeing 757-200 immatriculés F-HAVN et F-HAVI et portant le numéro de série : 25140/382 et 24473/301 (précédemment exploité par Condor Thomas Cook sous l'immatriculation D-ABNF) pour le F-HAVN et le F-HAVI exploité par Shanghai Airlines. Celui-ci est aménagé avec 90 sièges, alors que ce type d'appareil peut transporter jusqu'à 220 passagers.
Après huit mois d'activité, le taux de remplissage se révèle être de 70 % à 80 %. La compagnie a donc décidé d'acquérir un second B-757 afin de développer son activité Orly Sud/New York Newark. La compagnie envisageait également l'ouverture d'une seconde destination. Le choix de celle-ci n'est pas encore arrêté, les destinations envisagées étant Moscou et Dubaï. 

## Destinations
Cette compagnie proposait des vols exclusivement en classe affaires entre Paris Orly Sud et New York Newark. L'appareil est en rotation permanente entre ces deux destinations, à raison d'un aller-retour quotidien. Le vol Orly-Newark décollait à 14 h 00 (heure locale) et portait le numéro de vol AO-001, tandis que le vol Newark-Orly décollait à 19 h 30 (heure locale) et portait le numéro AO-002.
Six équipages se relayaient pour assurer cette rotation. Lors des révisions de type A, B et surtout C, l'appareil était immobilisé et les vols étaient par conséquent annulés.
Depuis le 18 mai 2008, la compagnie avait augmenté ses rotations vers New-York pour passer de 9 à 12 rotations.

## Fusion
Le 2 juillet 2008, la compagnie a été revendue avec succès à British Airways, qui a souhaité la fusionner avec sa filiale OpenSkies.
La marque commerciale « L'Avion » a disparu le 4 avril 2009, remplacée par OpenSkies, les deux compagnies opérant désormais sous une marque unique, en tant que compagnie aérienne française utilisant le Certificat de Transporteur Aérien (CTA) de « L'Avion » (désormais filiale à 100 % du groupe British Airways). Depuis le 2 juillet 2018, British Airways a abandonné la marque OpenSkies au profit de la nouvelle marque à bas coût LEVEL qui commercialise des vols vers les Antilles françaises, New York et Montréal.
En 2014, Frantz Yvelin relance une nouvelle compagnie aérienne, « La Compagnie », qui effectue toujours des vols entre Paris et New York, mais cette fois, depuis Paris Charles-de-Gaulle

## Galerie

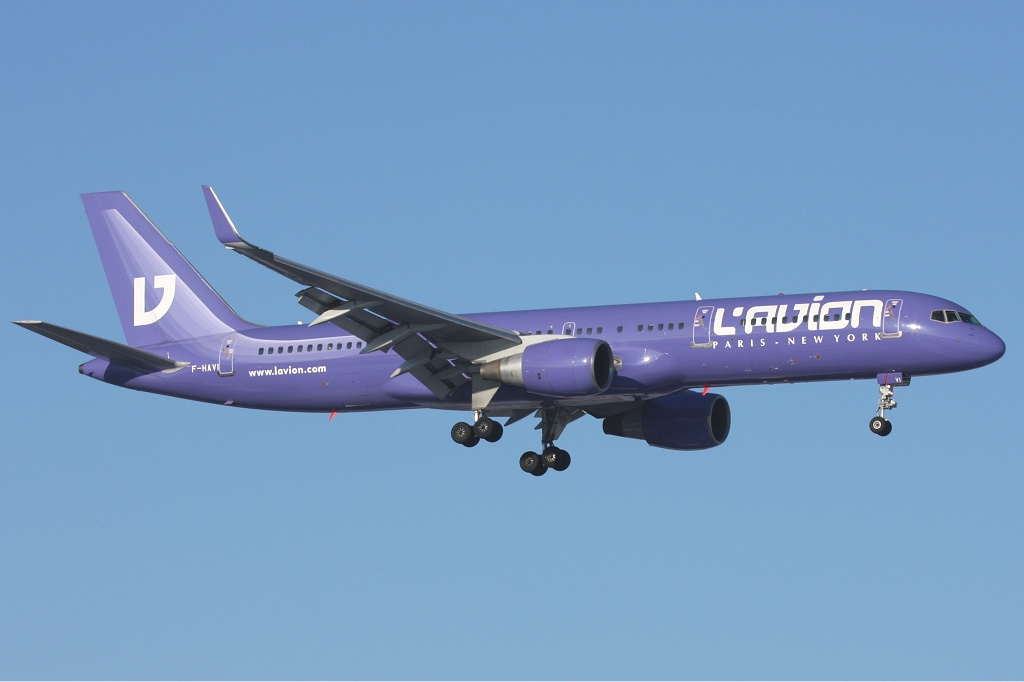
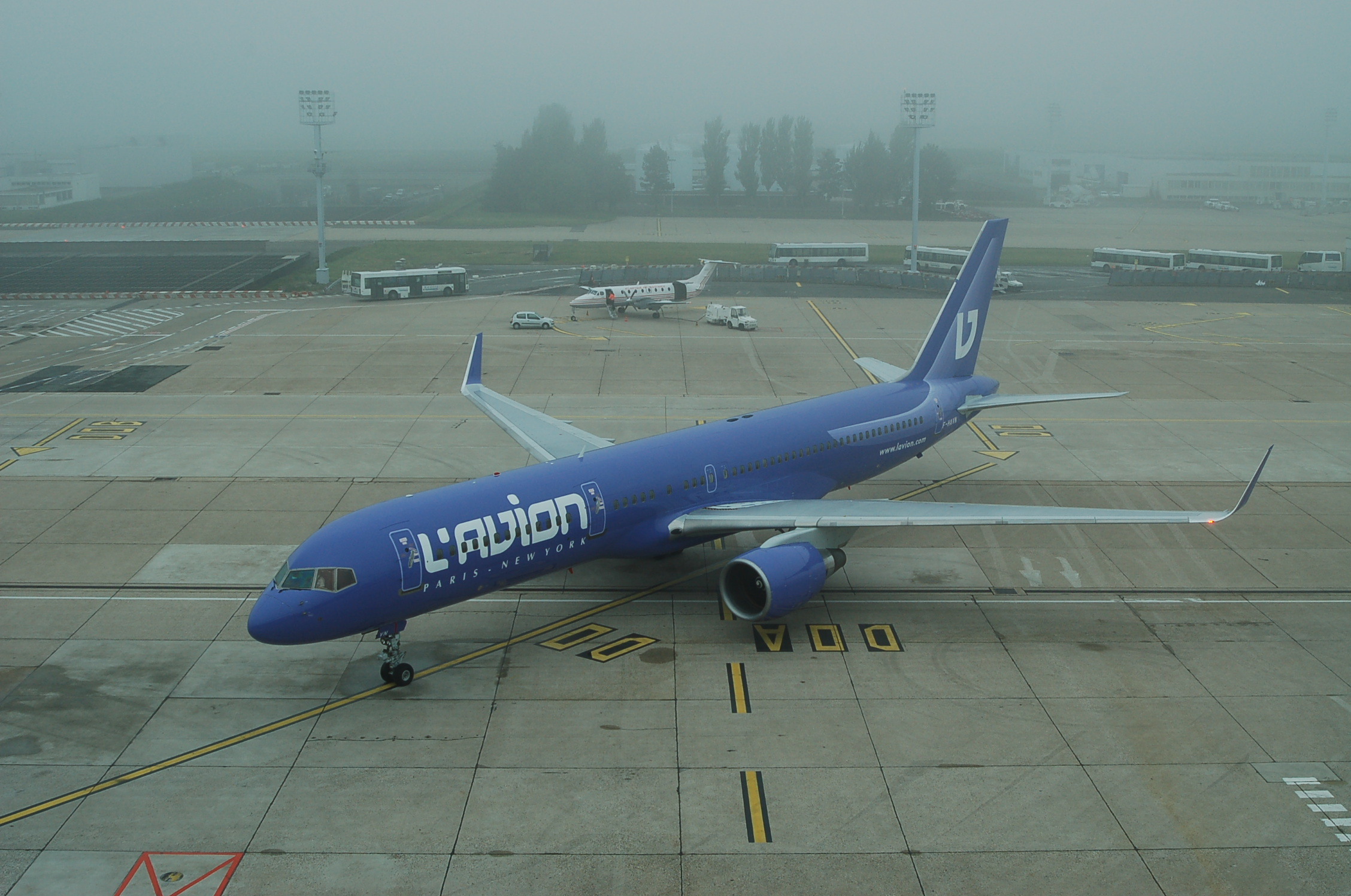
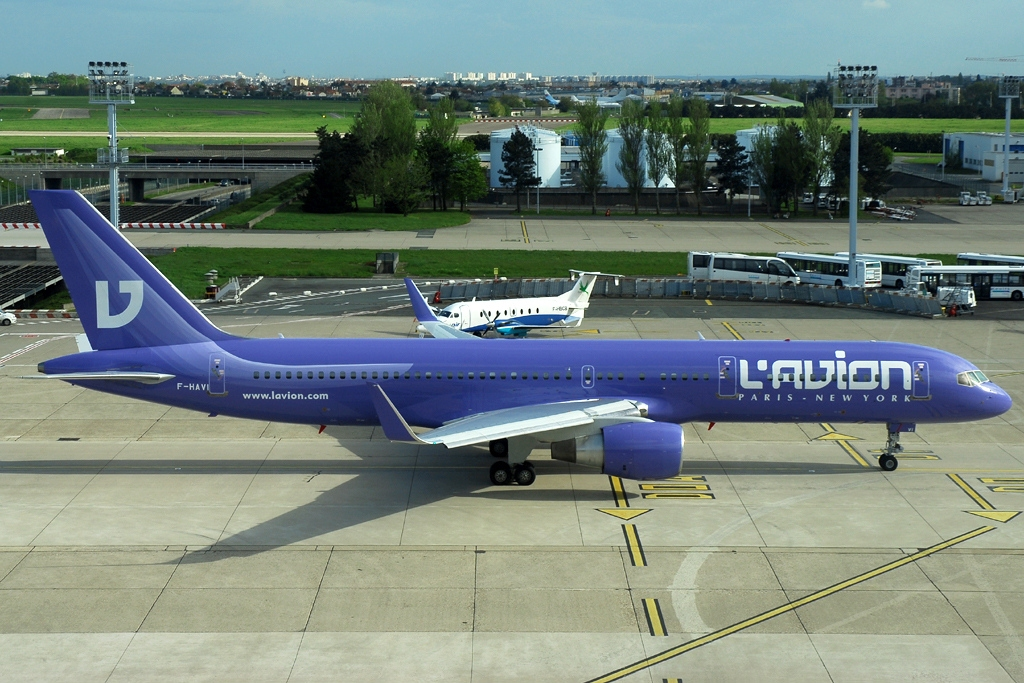
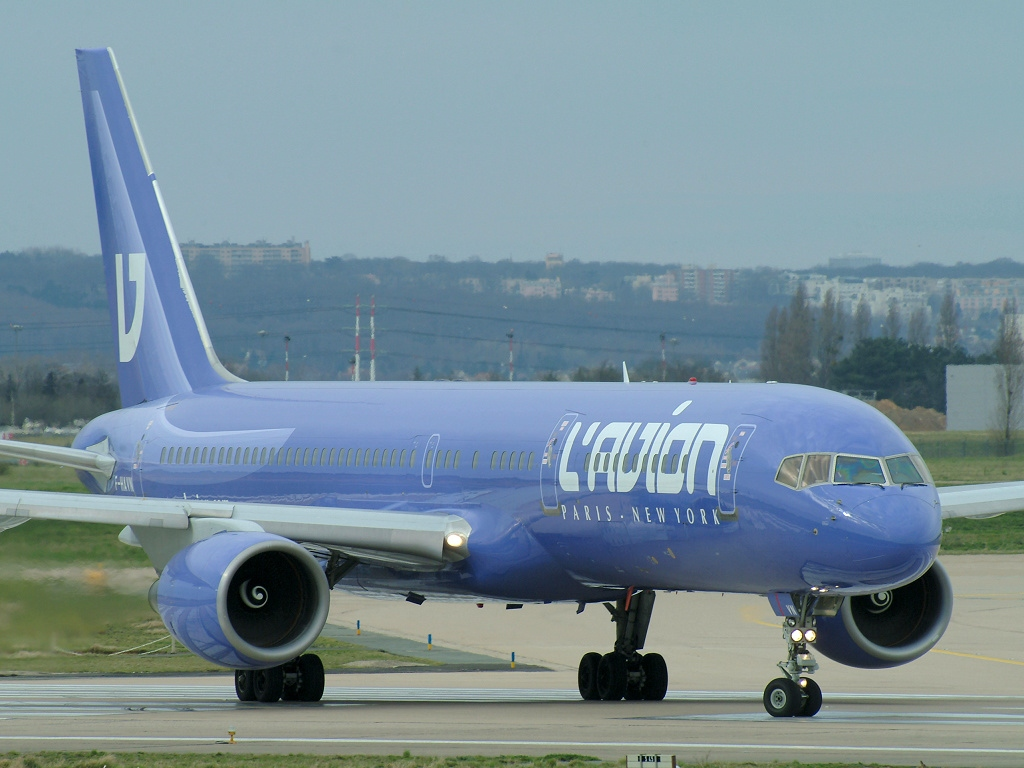